# Дубль (денежная единица)
Дубль (фр. и англ. Double) — разменная денежная единица Гернси с 1830 по 1966 год, 1⁄1920 гернсийского фунта. Название происходит от французского double deniers (двойной денье).
Чеканка монет в дублях начата в 1830 году.
До 1921 года на острове в обращении находился французский франк. Фунт стерлингов также являлся законным платёжным средством, но до 1921 года он не был равен гернсийскому фунту. Дубль был равен 1/80 французского франка (то есть являлся эквивалентом лиарда), 1/1920 гернсийского фунта и 1/2040 фунта стерлингов. Пенни Гернси (до 1956 года существовал только как счётная единица, в виде монет или банкнот не выпускался) был равен 8 дублям.
В 1921 году французский франк изъят из обращения, гернсийский фунт приравнен к фунту стерлингов. Дубль стал равен 1/1920 гернсийского фунта и фунта стерлингов.
После 1959 года монеты чеканились только по технологии «пруф». В 1966 году чеканка монет в дублях прекращена.
| Изображение    | Номинал  | Диаметр | Масса  | Гурт | Материал | Годы чеканки                                                           |
| -------------- | -------- | ------- | ------ | ---- | -------- | ---------------------------------------------------------------------- |
|                | 1 дубль  |         |        |      | медь     | 1830                                                                   |
|                | 1 дубль  |         |        |      | бронза   | 1868, 1885, 1889, 1893, 1899, 1902, 1903                               |
|                | 1 дубль  |         |        |      | бронза   | 1911, 1914, 1929, 1933, 1938                                           |
|                | 2 дубля  |         |        |      | медь     | 1858                                                                   |
|                | 2 дубля  | 22 мм   | 3,62 г |      | бронза   | 1868, 1874, 1885, 1889, 1902, 1903, 1906, 1908, 1911                   |
|                | 2 дубля  |         |        |      | бронза   | 1914, 1917, 1918, 1920, 1929                                           |
|                | 4 дубля  |         |        |      | медь     | 1830, 1858                                                             |
|                | 4 дубля  | 26,1 мм | 4,84 г |      | бронза   | 1864, 1868, 1874, 1885, 1889, 1893, 1902, 1903, 1906, 1908, 1910, 1911 |
|                | 4 дубля  |         | 4,76 г |      | бронза   | 1914, 1918, 1920, 1945, 1949                                           |
|                | 4 дубля  |         | 4,82 г |      | бронза   | 1956, 1966                                                             |
|                | 8 дублей |         |        |      | медь     | 1834, 1858                                                             |
| Аверс · Реверс | 8 дублей | 31,6 мм | 9,6 г  |      | бронза   | 1864, 1868, 1874, 1885, 1889, 1893, 1902, 1903, 1910, 1911             |
| Аверс · Реверс | 8 дублей | 31,7 мм | 9,7 г  |      | бронза   | 1914, 1918, 1920, 1934, 1938, 1945, 1947, 1949                         |
|                | 8 дублей | 31 мм   | 9,7 г  |      | бронза   | 1956, 1959, 1966                                                       |